# 上田萬年
- 上田万年

上田 萬年（うえだ かずとし / うえだ まんねん、1867年2月11日（慶応3年1月7日） - 1937年（昭和12年）10月26日）は、日本の国語学者、言語学者。東京帝国大学名誉教授、國學院大學学長、神宮皇學館館長、貴族院議員。国語研究室の初代主任教授、東京帝国大学文科大学長や文学部長を務めたほか、文部省専門学務局長や臨時仮名遣調査委員会の委員等を務めた。小説家円地文子の父。

## 生涯

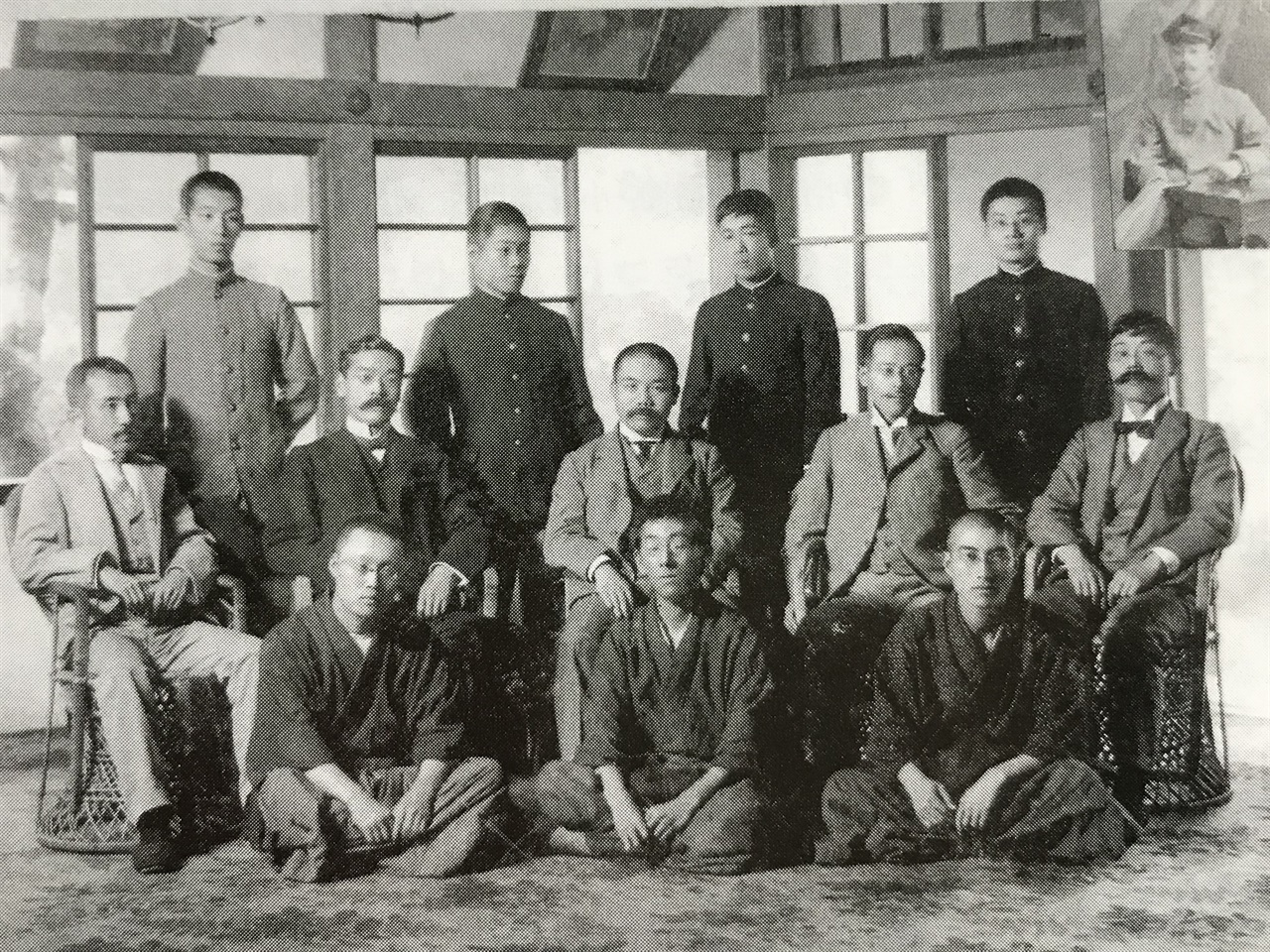
東京帝国大学言語学科（1905年）。
前列右から小倉進平、伊波普猷、神田城太郎。中列右から保科孝一、八杉貞利、上田万年、藤岡勝二、新村出。後列右から橋本進吉、徳沢（徳沢健三？）、後藤朝太郎、金田一京助。
伊波普猷生誕百年記念会編『伊波普猷 : 1876-1947 生誕百年記念アルバム』1976年、19頁。

1867年（慶応3年）、尾張藩士の息子として江戸大久保（現在の東京都新宿区）の尾張藩下屋敷で生まれる。
東京府第一中学変則科（現・都立日比谷）の同期には、澤柳政太郎、狩野亨吉、岡田良平、幸田露伴、尾崎紅葉らがいた。またこの頃、教育令改正のため、のちに第一中学から新制 大学予備門へ繰上げ入学した。その後、1888年（明治21年）帝国大学和文科（のちの東京帝国大学文科大学）卒業。在学中はバジル・ホール・チェンバレンに師事し、彼から博言学の講義を受けた。卒業後は大学院に進み、1890年（明治23年）国費で帝政ドイツに留学。ライプツィヒやベルリンで学び、東洋語学者のフォン・デル・ガーベレンツに出会い薫陶をうけた。またユンググラマティケル（青年文法学派）の中心人物、カール・ブルークマンやエドゥアルド・ジーフェルスの授業を聞いた。さらにサンスクリット語の講義も受けており、パリにも立ち寄っている。
1894年（明治27年）に帰国後、帝国大学文科大学博語学講座教授に就任。比較言語学、音声学などの新しい分野を講じ、多くの研究者を幅広い分野において育てた。さらに古文研究に偏向しがちであった当時の国語学に新風をふきこみ、明治以降の実践的日本語教育を行う際の仮名遣いへの争点を明らかにした。
1898年（明治31年）文部省専門学務局長兼文部省参与官に任じられ、教授職と兼務。1899年（明治32年）文学博士の学位受領。1908年（明治41年）帝国学士院会員。国語調査委員会委員、東京帝国大学文科大学長（のち文学部長）等を経て、1919年（大正8年）から1926年（大正15年/昭和元年）まで神宮皇學館（現・皇學館大学）館長兼務、1926年（大正15年/昭和元年）から1932年（昭和7年）まで貴族院帝国学士院会員議員。1927年（昭和2年）3月末に東京帝国大学（東京大学）を依願退官し、同年7月に東京帝国大学名誉教授の名称を受領。1929年（昭和4年）まで國學院大學学長を務めた。
1937年（昭和12年）、直腸癌のため死去。墓所は谷中霊園にある。

## 業績
明治期に日本語そのものが大きく動揺していた中で、国学の伝統を批判的に継承しつつ、西洋の言語学を積極的にとりいれ、標準語や仮名遣いの統一化に尽力した功績は大きい。
文部省著作の「尋常小学唱歌」の歌詞校閲担当者の一人であり、今日著名な高野辰之よりも権限が大きい立場での校閲者であった。東京（江戸）生まれでドイツ留学という点で、「尋常小学唱歌」作曲主任であった東京音楽学校の島崎赤太郎教授とは、標準語のアクセント重視という点で気脈を通じていたと考えられる。
上田が行った言語研究の中での最大の功績は、1901年にドイツで行われた正書法を日本の言語政策に応用しようとした点である。旧仮名遣いの混乱を正すために、「言文一致」への移行が必要なことは明治維新以来から明らかだった。そこで上田は言語学会などを立ち上げながら、明治期にできる最新の方法で「言文一致」の表記を勘案した。長音記号の「−」の採用や『仮名遣教科書』（1903年発行）に見える新仮名遣いなどがこれである。この仮名遣いは、文部省内においても、初等教育での教科書にほとんど採用の予定であったが、岡田良平、森鷗外など旧仮名遣いの使用を主張する人々による運動の末、1907年に貴族院が発音式から歴史的仮名遣いに改正すべき建義案を文部大臣に提出したほか、1908年の臨時仮名遣調査委員会第四回委員会での森鷗外による「仮名遣意見」によって完全に消滅する。
長田俊樹は、言語学外部からの言語学批判における言語学への理解不足と実証性の欠如を批判するなかで、「上田は「学者的政治家であり、また政治家的学者」であり、言語学研究には不熱心で、実質上ほとんど貢献はなかった」として、「言語学のアマチュア」と指摘している。

## 人物
- 上田の講義を聴講していた一人に鳥居龍蔵がおり、鳥居は言語学を学ぶ伊波普猷と出会い親交を深めた[12]。1904年（明治37年）、鳥居は帰省する伊波に同行して沖縄で調査を行ったが、上田は沖縄での調査のための旅費を渡している[12]。
- 上田は江戸文学を愛読する趣味人でもあり、歌舞伎や錦絵のほかに、洒落本や狂歌にも興じていた[13]。
- 「P音考」を提唱した頃、当時の活動家に彦火火出見尊を引き合いに因縁をつけられたことがある[3]。

## 栄典
- 1916年（大正5年）5月1日 - 従三位[14]

## 著書
単著
- 『国語論』金港堂、1895年
- 『作文教授法』冨山房、1895年
- 『新国字論』1895年
- 『日本語学の本源』1895年
- 『国語のため』冨山房、1897年
- 『国語のため第二』冨山房、1903年
- 『西洋名数 五十音引』冨山房、1904年
- 『男子成功談』金港堂、1905年
- 『普通教育の危機』冨山房、1905年

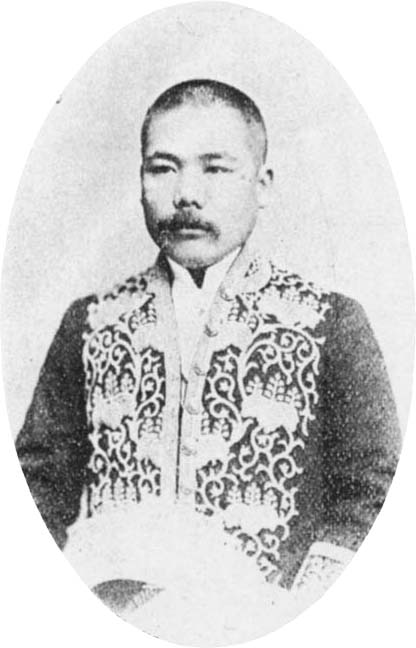
文部省専門学務局長時代の上田萬年

- 『国語学叢話』木村定次郎編：博文館、1908年（学芸叢書）
- 『国語読本別記』訂正版：大日本図書、1909年
- 『ローマ字びき國語辭典』冨山房、1915年
- 『英雄史談』広文堂書店、1916年
- 『国語学の十講』通俗大学会、1916年（通俗大学文庫）
- 『新井白石 興国の偉人』広文堂書店、1917年
- 『言語学』新村出筆録・柴田武校訂：教育出版、1975年（シリーズ名講義ノート）
- 『国語学史』新村出筆録・古田東朔校訂：教育出版、1984年（シリーズ名講義ノート）

共編著
- 『国文学 巻之1』編：双双館、1890年
- 『新日本文典 続』福井久蔵合著：大日本図書、1906年
- 『明倫歌集抄本』編：大日本図書、1912年
- 『大日本国語辞典』松井簡治共著：金港堂書籍・冨山房、1915–1928年
- 『近松語彙』樋口慶千代共著：冨山房、1930年
- 『古本節用集の研究』橋本進吉共著：勉誠社出版部、1968年（東京帝国大学文科大学紀要・1916年所収論文の復刻）

校訂
- 大田南畝 (蜀山人)『よものあか』冨山房、1903年（袖珍名著文庫）
- 穂積以貫、木下蘭皐著編『浄瑠璃文句評注なにはみやげ』有朋館、1904年
- 『舞の本』金港堂書籍、1904年
- 秀松軒編『松の葉』冨山房、1907年（名著文庫）
- 柴田鳩翁『鳩翁道話』冨山房、1904–1910年（袖珍名著文庫）
- 『校定古事記』本居豊穎、井上頼圀共校定：皇典講究所、1911年
- 藤原敦隆編『類聚古集』煥文堂、1913–1914年
- 『東西遊記 国文抄本』大日本図書、1925年
- 『元禄時代軽口はなし』文憲堂書店、1926年
- 『保元物語・平治物語 国文抄本』大日本図書、1926年
- 曲亭馬琴『南総里見八犬伝』第1、2 島津久基共校：大日本文庫刊行会、1937–1939年

翻訳
- セース『言語学』金沢庄三郎共訳：金港堂、1898年
- 『安得仙家庭物語』鍾美堂、1911年